# Tienermoeders
Tienermoeders was een docuserie van SBS6 die in 2008 voor het eerst werd uitgezonden.
In de serie werden vier tienermoeders gevolgd tussen de 13 en 18 jaar die allen onbedoeld zwanger zijn geraakt. Gedurende de zwangerschap en de geboorte daarna volgt de camera de ingrijpende situatie en vertellen de kersverse tienermoeders openhartig wat de gevolgen zijn.
Tienermoeders is ook een docuserie die op VIJFtv wordt uitgezonden sinds 2010.